# Polski Kontyngent Wojskowy w Czadzie
Polski Kontyngent Wojskowy w Czadzie (PKW Czad) – wydzielony komponent Sił Zbrojnych RP, przeznaczony do zapewnienia bezpieczeństwa działaniom humanitarnym na rzecz uchodźców z Darfuru w latach 2008–2009.
PKW Czad na przestrzeni lat nosił następujące oficjalne nazwy:
- 2008–2009: Polski Kontyngent Wojskowy w operacji wojskowej Unii Europejskiej w Republice Czadu i Republice Środkowoafrykańskiej (PKW EUFOR),
- 2009: Polski Kontyngent Wojskowy w Misji Organizacji Narodów Zjednoczonych w Republice Czadu i Republice Środkowoafrykańskiej (PKW MINURCAT).

## Historia
Pod koniec 2007 ONZ upoważniła Unię Europejską do utworzenia w Czadzie własnej misji wojskowej, mającej wspierać MINURCAT w pomocy uchodźcom z pogrążonego w wojnie Darfuru. Misja EUFOR Tchad/RCA oficjalnie działalność rozpoczęła 15 marca 2008, z mandatem na okres jednego roku. Koszty udziału swoich sił pokrywały samodzielnie państwa członkowskie. Wśród zaproszonych państw do współtworzenia misji znalazła się Polska. Minister obrony narodowej podpisał decyzję nr 538/MON w sprawie przygotowania Polskiego Kontyngentu Wojskowego 23 listopada 2007 roku, po czym na wniosek Rady Ministrów, Prezydent RP podpisał 30 stycznia 2008 roku postanowienie o użyciu PKW. Początkowo planowano wysłać tylko kompanię manewrową, ale po prośbach rządu francuskiego (Francja była głównym organizatorem EUFOR) zdecydowano, że w Czadzie znajdą się dwie kompanie manewrowe ze wsparciem inżynieryjnym i logistycznym, na bazie których zostanie utworzony Wielonarodowy Batalion Północ (MNB-N), stacjonujący w FOB Iribia. Wraz z PKW tworzyły go plutony: francuski łączności i chorwacki manewrowy. 
Zgrywanie w Polsce całości PKW Czad rozpoczęto 18 lutego 2008 roku. Inżynieryjna Grupa Przygotowawcza (IGP) w składzie 75 żołnierzy pod dowództwem ppłk. Marka Grygi wyleciała do Czadu jako pierwsza 17-22 kwietnia. Po krótkim czasie wraz z Francuzami rozpoczęła budowę bazy w Iribie. Stanowiło to duże wyzwanie do polskich żołnierzy, bo do tamtej pory nie spoczywała na nich tak duża odpowiedzialność za budowę i zabezpieczenie logistyczne na zajmowanym terenie. Nawiązano też dobre kontakty z miejscową ludnością oraz zlecono wykonanie ujęcia wody dla celów technicznych. Reszta kontyngentu, wraz z trzema śmigłowcami Mi-17 Grupy Lotniczej przybywała od końca lipca. Do kontyngentu przydzielono też 16 transporterów opancerzonych KTO Rosomak (bez dodatkowego opancerzenia), z tego 8 w podstawowej wersji bojowej, 2 ewakuacji medycznej i 6 specjalnie zaadaptowanych logistycznych z odkrytą małą obrotnicą dla karabinu maszynowego lub granatnika automatycznego. Od lipca PKW miał przejąć od żołnierzy irlandzkich zadania konwojowe i ochrony bazy. IGP do kraju wróciła na początku września, wtedy też do Iriby przybyła reszta kontyngentu i rozpoczął on działania operacyjne. Polegały one na:
- kontrolowaniu terenu wokół FOB Iriba
- współpracy z ludnością cywilną i władzami lokalnymi
- zabezpieczaniu konwojów humanitarnych
- zapewnieniu bezpieczeństwa pracownikom organizacji humanitarnych oraz siłom pokojowym

Początkowe obawy, dotyczące ciężkich warunków Polaków, a nawet walk z rebeliantami, ostatecznie się nie sprawdziły. Pierwsze dwie zmiany PKW bardzo dobrze poradziły sobie w niesprzyjającym terenie, zaś poza incydentem z czerwca, kiedy to partyzanci dokonali długiego rajdu na północ od rozbudowywanej FOB Iriba do Sudanu, na terenie Czadu utrzymywał się względny spokój. 
30 czerwca 2008 przygotowano bazę Iribia na przyjęcie polskiego kontyngentu, który jest częścią misji Unii Europejskiej w Czadzie.

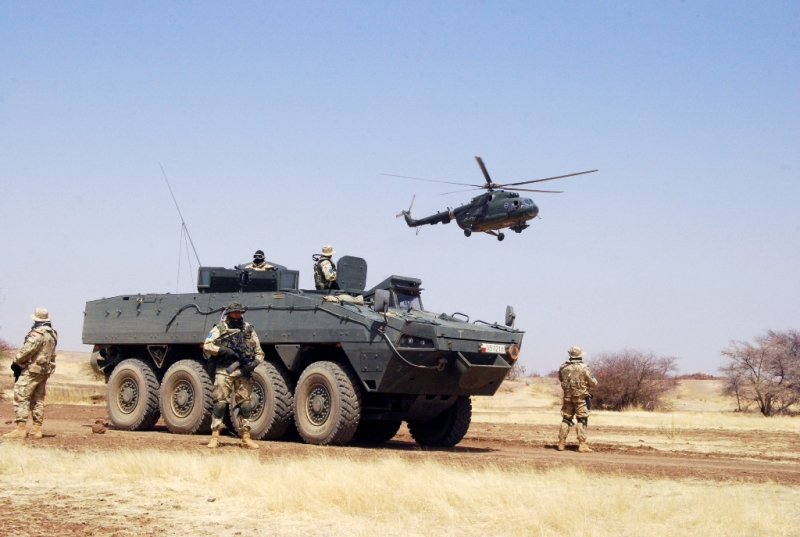
Działania PKW w Czadzie

Ostatecznie 15 września 2008 polski kontyngent osiągnął pełną gotowość bojową w Czadzie. Polscy żołnierze znaleźli się pod dowództwem generała Jean Philippe Ganascia, dowódcy sił EUFOR w Czadzie. Polski kontyngent liczył 400 żołnierzy i po Francji (2 tys. żołnierzy) był najliczniejszy na misji EUFOR w Czadzie.
15 marca 2009 EUFOR Tchad/RCA oficjalnie zakończył swoją misję i Wielonarodowy Batalion Północ jako dowództwo Sektora Północnego przeszło pod kontrolę MINURCAT. Faktycznie oznaczało to tylko zmianę nazwy i przyjęcie błękitnych zamiast lazurowych beretów. Druga, ostatnia zmiana MINURCAT (a trzecia całego PKW), mniejsza o Grupę Lotniczą, gotowość osiągnęła w maju. Podczas służby pod flagą ONZ kontynuowała dotychczasowe działania, mimo to w rejonie misji sytuacja stawała się coraz trudniejsza. 
6 grudnia 2009, w związku z wycofywaniem polskich wojsk z misji oenzetowskich, PKW Czad zakończył działalność i przekazał obowiązki MONBAT-owi - batalionowi mongolskiemu. Uroczystość przekazania obowiązków wojskom mongolskim odbyły się 9 grudnia w bazie North Star nieopodal miejscowości Iriba, około 1000 kilometrów od stolicy kraju, Ndżameny.

## Struktura organizacyjna

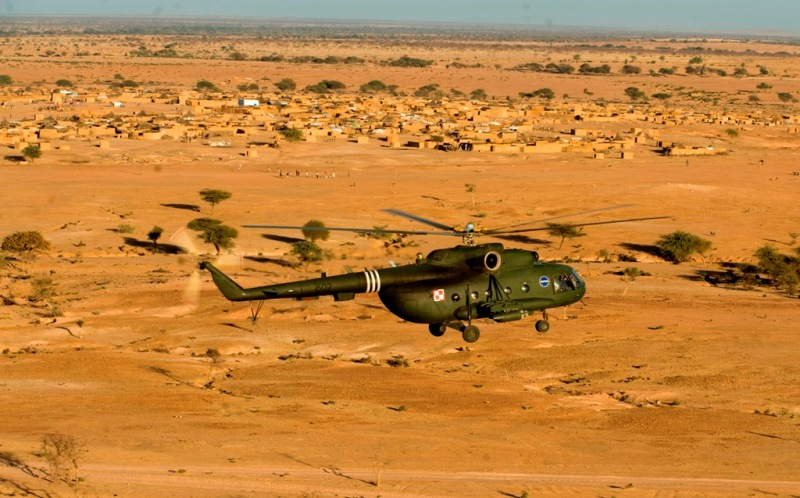
Polski śmigłowiec Mi-17 w Czadzie

| Formacja                  | I zmiana EUFOR 30 VII 2008 – 29 XI 2008 | II zmiana EUFOR I zmiana MINURCAT 29 XI 2008 – 18 V 2009 | II zmiana MINURCAT 18 V 2009 – 6 XII 2009 |
| ------------------------- | --------------------------------------- | -------------------------------------------------------- | ----------------------------------------- |
| Dowództwo i sztab PKW     | płk Wojciech Kucharski                  | płk Maciej Siudak                                        | ppłk Arkadiusz Widła                      |
| 1 kompania manewrowa      | 10 Brygada Kawalerii Pancernej          | 10 Brygada Kawalerii Pancernej                           | 1 Batalion Rozpoznawczy                   |
| 2 kompania manewrowa      | OS ŻW Gliwice                           | OS ŻW Gliwice                                            | OS ŻW Gliwice                             |
| Kompania inżynieryjna     | 1 Brygada Saperów                       | 2 Brygada Saperów                                        | 5 Pułk Inżynieryjny                       |
| Kompania logistyczna      | 1 Brygada Logistyczna                   | 10 Brygada Logistyczna                                   | 10 Brygada Logistyczna                    |
| Narodowy Element Wsparcia | 10 Brygada Logistyczna                  | 10 Brygada Logistyczna                                   | 10 Brygada Logistyczna                    |
| Grupa Lotnicza            | 25 Brygada Kawalerii Powietrznej        | 25 Brygada Kawalerii Powietrznej                         | nie wystawiono                            |
| Liczebność                | 400                                     | 400                                                      | 330                                       |

## Odznaczenia za udział w kontyngencie

Baretka pamiątkowego odznaczenia Gwiazdy Czadu ustanowionego 12 lutego 2010
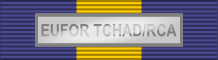
Baretka Medalu ESDP za misję EUFOR Tchad/RCA
Baretka Medalu ONZ za misję MINURCAT